# 권혁규
권혁규(權赫奎, 2001년 3월 13일~)는 대한민국의 축구 선수로 현재 리그앙의 낭트에서 미드필더로 활동하고 있다.

## 어린 시절
부산광역시 출생으로 2010년 연고팀인 부산 아이파크 U-12팀에서 처음 축구를 시작한 이후 부산 아이파크의 유스팀인 신라중학교, 낙동중학교, 개성고등학교 등에서 활동했다.

## 구단 경력

### 부산 아이파크 1기
2019년 7월 부산 아이파크와 준프로 계약을 체결하며 프로 무대에 전격 입성한 뒤 전남 드래곤즈와의 2019년 K리그2 27라운드 경기에서 프로 데뷔전을 치렀고 안산 그리너스와의 33라운드 홈 경기에서는 후반 막판 교체 투입되었으며 팀은 2019년 K리그 승강 플레이오프에서 경남 FC를 따돌리고 5년만에 K리그1 무대에 복귀했다.
그 후 FC 서울과의 2020년 K리그1 11라운드 홈 경기에서 프로 데뷔골을 신고하는 등 군 입대 전까지 19경기 1골의 준수한 성적을 기록했지만 팀은 12팀 중 최하위에 머무르며 1시즌만에 2부 리그로 재강등되었다.

### 김천 상무
부산 아이파크의 2부 리그 재강등 이후 구단의 동의를 얻어 상무에 지원했고 2021년 2월 3일 발표된 국군체육부대 남자 축구 부문 최종 합격자 명단에 이름을 올리며 상무에 전격 입대하게 되었다.
그 후 친정팀인 부산 아이파크와의 2021년 K리그2 10라운드 홈 경기에서 상무 입대 이후 첫 경기를 치른 뒤 성남 FC와의 2021년 FA컵 16강전 홈 경기에 출전하여 팀의 8강 진출에 일조했다.
선임들이 대거 전역한 2021년 6월 이후에는 모든 경기에 수비형 미드필더로 출격하는 등 2021 시즌 공식전 15경기에 출전하며 전신인 상주 시절이던 2015 시즌 이후 6년만의 K리그2 우승이자 2년만의 K리그1 복귀에 기여했다.

### 부산 아이파크 2기
2022 시즌에도 김천 상무 소속으로 2022년 K리그1 19경기에 출전하며 만 21세의 나이에 K리그1 주전급 선수로 활약하다가 전북 현대 모터스와의 리그 19라운드를 끝으로 김천에서의 군 복무를 마치고 2022년 9월 7일 전역한 뒤 반시즌만에 친정팀인 부산 아이파크에 복귀했다.
부산 복귀 이후 2022 시즌 공식전 7경기에 출전하며 두드러진 활약을 펼쳤고 2023 시즌에서는 부산의 부주장을 맡으며 팀의 핵심 미드필더로 활약했다.

### 셀틱 FC
2023 시즌 부산 아이파크 소속으로 리그 19경기 2골을 기록하며 활약을 이어가던 중이던 7월 17일 스코티시 프리미어십의 명문팀 셀틱 FC로의 이적을 확정지으며 기성용, 차두리, 오현규, 양현준에 이어 한국 선수로는 5번째로 셀틱 FC의 유니폼으로 갈아입었고 또한 부산 아이파크 유스팀 출신으로는 이동준에 이어 2번째 유럽 리그 진출이자 다이렉트로 유럽 리그에 진출한 최초의 선수가 되었다.

## 국가대표팀 경력

### 청소년 대표팀
2016년부터 2019년까지 대한민국 U-17 대표팀, 대한민국 U-20 대표팀에서 21경기 5골의 준수한 성적을 남겼지만 정작 국제 대회 본선에는 단 1차례도 발탁되지 못했다.
그 후 2021년 9월 24일 황선홍 감독이 이끄는 대한민국 U-23 대표팀 소속으로 2022년 AFC U-23 아시안컵 예선 대비 소집 훈련 명단에 이름을 올렸고 같은 해 10월 25일부터 31일까지 열린 2022년 AFC U-23 아시안컵 예선에 참가하며 5회 연속 U-23 아시안컵 본선 진출에 일조했다.
이후 2022년 AFC U-23 아시안컵 본선 엔트리에 합류한 뒤 3경기에 출격하며 분전했지만 팀은 8강에서 라이벌 일본에 0-3으로 완패하며 사상 첫 U-23 아시안컵 8강 탈락의 아픔을 맛보았다.
그리고 같은 해 3월 23일 오만과의 U-22 도하컵 개막전에서 후반 시작과 함께 이진용과 교체 투입되며 팀의 3-0 완승에 일조했고 이라크와의 2차전에서는 풀타임을 소화하며 1-0 승리에 기여했다.

## 수상

### 클럽
부산 아이파크
- K리그2 : 준우승 (2019)

김천 상무
- K리그2 : 우승 (2021)